# Kuruçeşme, Nilüfer
Kuruçeşme là một xã thuộc quận Nilüfer, tỉnh Bursa, Thổ Nhĩ Kỳ. Dân số thời điểm năm 2011 là 89 người.